# Diócesis de Yongjia
La diócesis de Yongjia o de Yungkia (en latín: Dioecesis Iomchiavensis y en chino: 天主教永嘉教区) es una circunscripción eclesiástica de la Iglesia católica en China. Se trata de una diócesis latina, sufragánea de la arquidiócesis de Hangzhou. Desde el 7 de septiembre de 2016 su obispo es Pietro Shao Zhumin, aunque para el Anuario Pontificio es sede vacante desde su erección el 3 de marzo de 1949. La Asociación Patriótica Católica China la renombró a diócesis de Wenzhou en fecha desconocida, sin asentimiento de la Santa Sede.

## Territorio y organización
La diócesis tiene 3135 km² y extiende su jurisdicción sobre los fieles católicos de rito latino residentes en parte de la provincia de Zhejiang.
La sede de la diócesis se encuentra en la ciudad de Wenzhou (antes llamada Yongjia), en donde se halla la Catedral de San Pablo.
El Anuario Pontificio no publicó el número de parroquias.

## Historia
La diócesis fue erigida el 3 de marzo de 1949 con la bula Ecclesiasticas in catholico del papa Pío XII, obteniendo el territorio de la diócesis de Ningbo.
El 7 de mayo de 1949 el Partido Comunista de China capturó Wenzhou, se impuso en la guerra civil y proclamó la República Popular China el 1 de octubre de 1949. El 4 de septiembre de 1951 China comunista expulsó al nuncio apostólico Antonio Riberi y la Santa Sede continuó reconociendo a la República de China en Taiwán como el legítimo gobierno chino. Todos los misioneros extranjeros fueron expulsados de China comunista en 1952. 
Debido a los acontecimientos que llevaron a los comunistas al gobierno, la Santa Sede nunca pudo proceder al nombramiento de un obispo y durante muchos años la diócesis estuvo regida por un administrador apostólico, hasta que en 1992 James Lin Xili fue nombrado obispo y consagrado clandestinamente. Detenido varias veces por la policía, pasó los últimos años en prisión, arresto domiciliario y hospital. Falleció el 4 de octubre de 2009. Su muerte fue la oportunidad para un acercamiento entre la parte "patriótica" y "oficial" de la diócesis y la "clandestina".
La Asociación Patriótica Católica China fue creada con el apoyo de la Oficina de Asuntos Religiosos de la República Popular de China en 1957, con el objetivo de controlar las actividades de los católicos en China. Su nombre público es Iglesia católica china y es referida como la "Iglesia oficial" en contraposición a la "Iglesia subterránea" o "Iglesia clandestina" leal a la Santa Sede.
En el período de 1966 a 1976 la Revolución Cultural se ensañó especialmente contra la religión, destruyéndose numerosas iglesias y cesaron todas las actividades religiosas en la diócesis. La diócesis reasumió sus actividades en la década de 1980.
La Asociación Patriótica Católica China la renombró a diócesis de Wenzhou en fecha desconocida, sin asentimiento de la Santa Sede, y le adió la administración de parte de la diócesis de Lishui.
En 2011 Vincenzo Zhu Weifang, fallecido en septiembre de 2016, fue declarado obispo diocesano.
El 22 de septiembre de 2018 se firmó en Pekín el Acuerdo provisional entre la Santa Sede y la República Popular de China sobre el nombramiento de los obispos. El 22 de octubre de 2020 el acuerdo fue prorrogado por otros dos años y en octubre de 2022 por otros dos años más.
Debido a la situación particular de la Iglesia católica en China, la Santa Sede no nombra obispos para las diócesis chinas, que son sedes oficialmente vacantes incluso en presencia de obispos reconocidos por Roma.

## Estadísticas
Según algunos datos estadísticos, en 2011 la diócesis tendría aproximadamente 110 000 fieles, con 188 iglesias y capillas; unos 20 sacerdotes y 15 seminaristas.

## Episcopologio
- Sede vacante
  - André-Jean-François Defebvre, C.M. † (1950-1951 renunció) (administrador apostólico)
  - Paul Su Pai-lu † (15 de junio de 1951-1980 falleció) (administrador apostólico)
  - Fang Zhi-gang † (27 de abril de 1960 consagrado-? falleció)
  - James David Lin Xili † (22 de febrero de 1992 consagrado-4 de octubre de 2009 falleció)
  - Vincent Zhu Weifang † (23 de diciembre de 2010-7 de septiembre de 2016 falleció)
  - Pietro Shao Zhumin, por sucesión el 7 de septiembre de 2016[8]